# Аваре

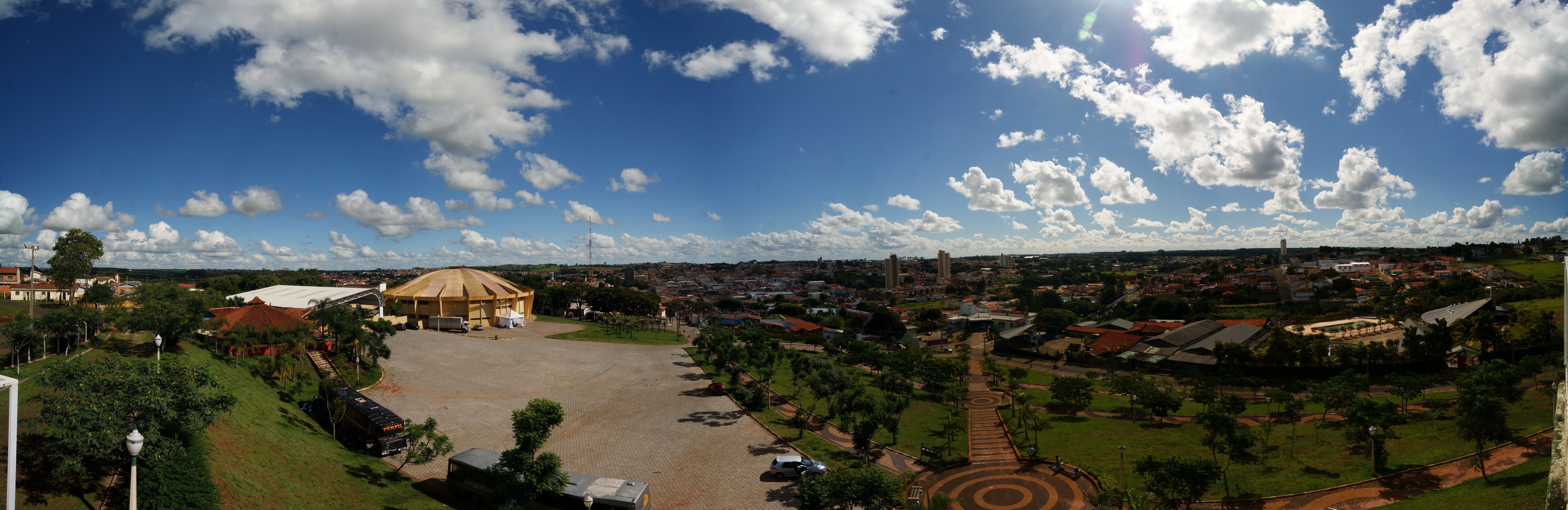

Аваре (порт. Avaré) — муниципалитет в Бразилии, входит в штат Сан-Паулу. Составная часть мезорегиона Бауру. Входит в экономико-статистический микрорегион Аваре. Население составляет 87 833 человека на 2006 год. Занимает площадь 1 213,055 км². Плотность населения — 72,2 чел./км².

## История
Город основан 15 сентября 1861 года.

## Статистика
- Валовой внутренний продукт на 2003 составляет 663.597.878,00 реалов (данные: Бразильский институт географии и статистики).
- Валовой внутренний продукт на душу населения на 2003 составляет 8.031,64 реалов (данные: Бразильский институт географии и статистики).
- Индекс развития человеческого потенциала на 2000 составляет 0,806 (данные: Программа развития ООН).

## География
Климат местности: субтропический. В соответствии с классификацией Кёппена, климат относится к категории Cfa.

## Галерея

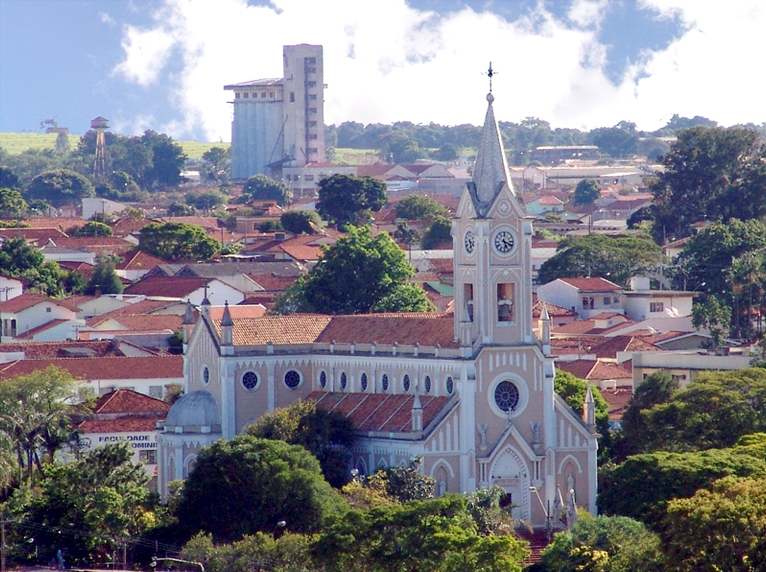
Храм
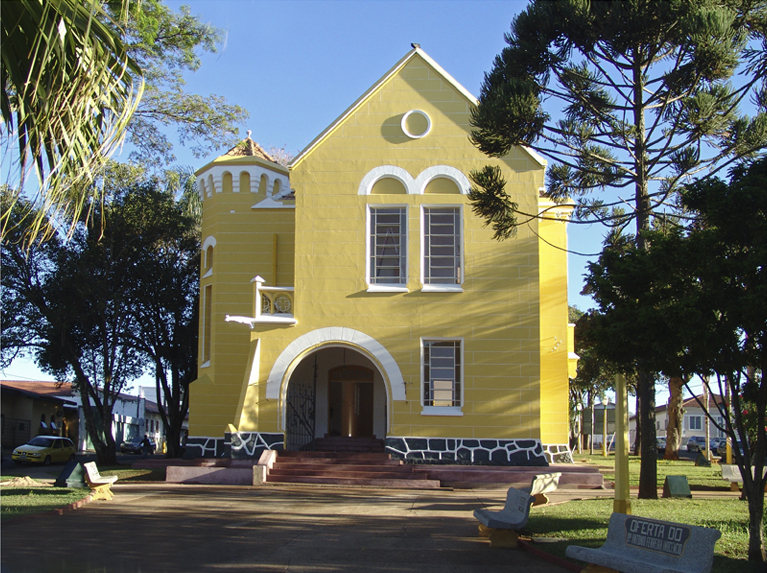
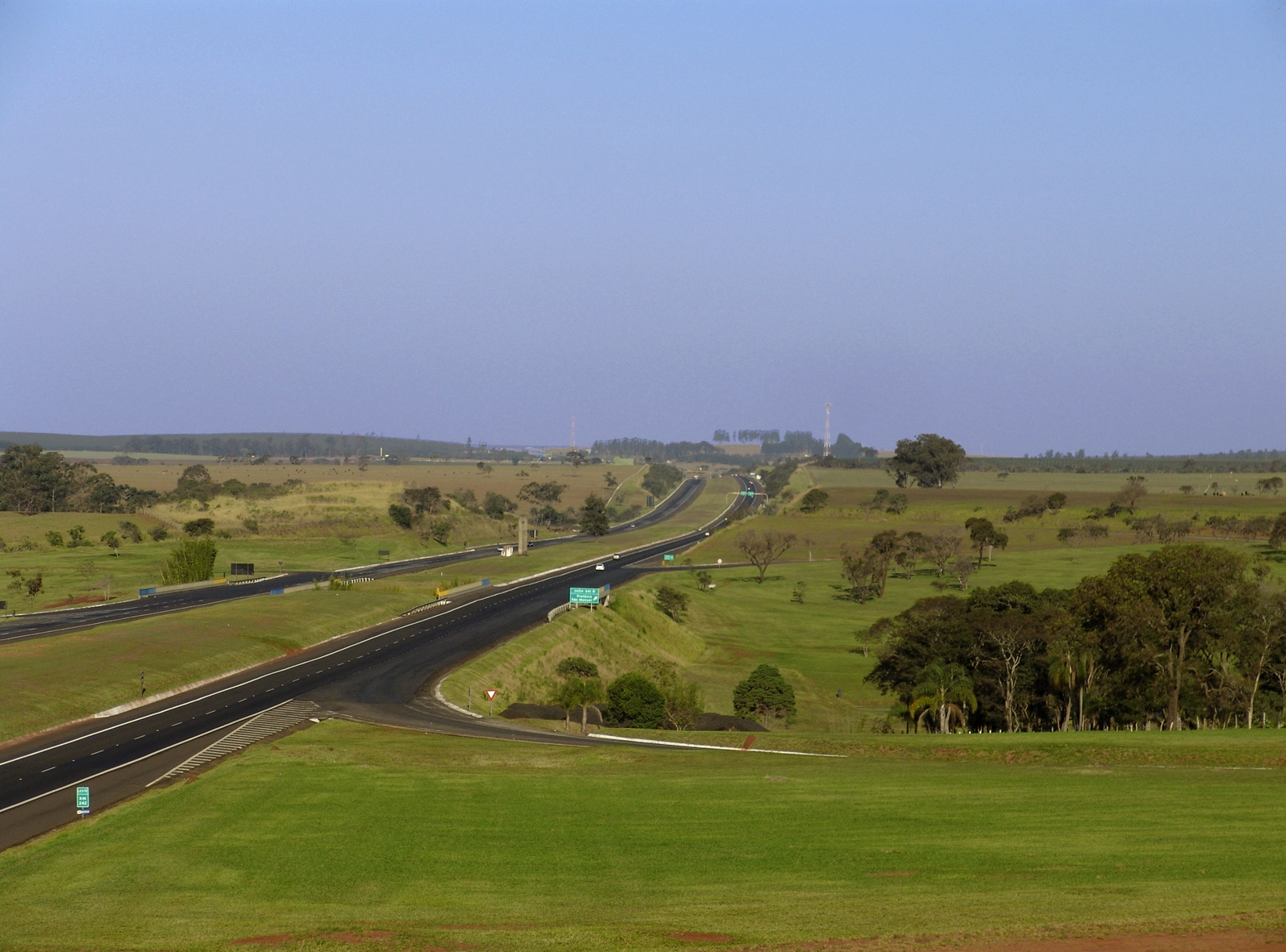
Замок
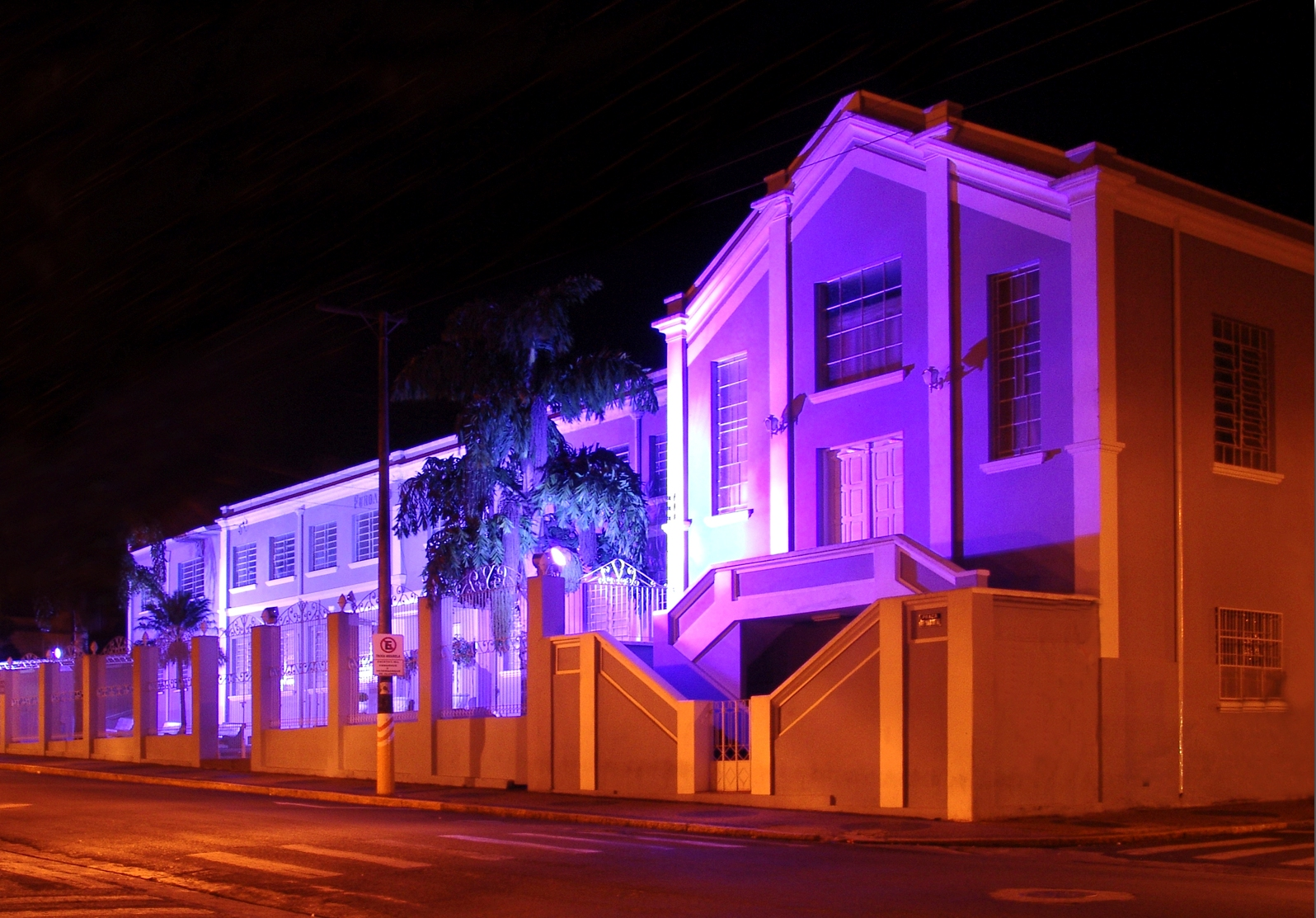
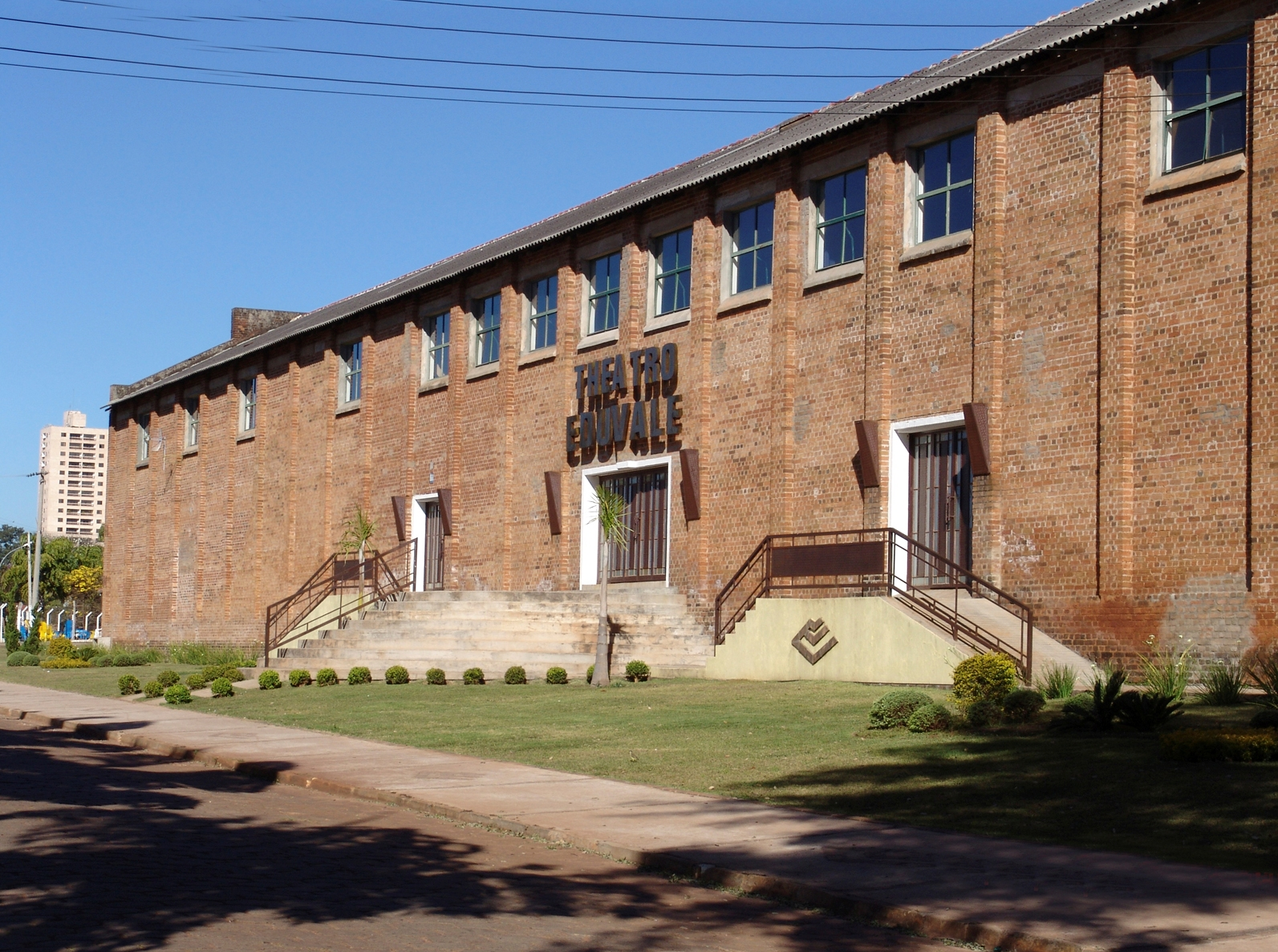
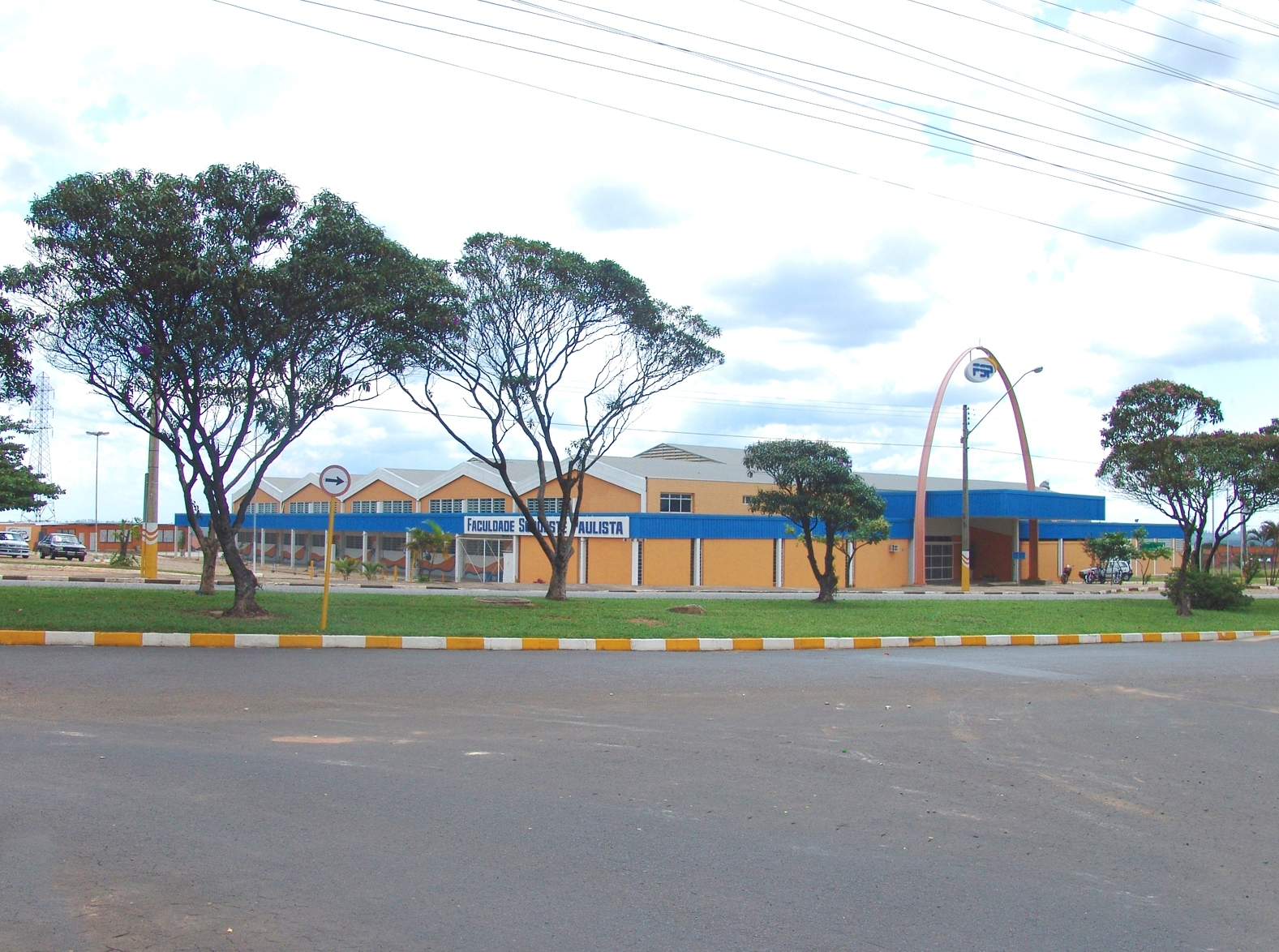